# 長承
長承（1132年9月21日~1135年6月10日）是日本的年號之一。使用這個年號的天皇是崇德天皇，由鳥羽上皇實施院政。

## 改元
- 天承二年八月十一日（1132年9月21日）改元長承。
- 長承四年四月二十七日（1135年6月10日）改元保延。

## 出處
- 《史記卷六·秦始皇本紀》：「常職既定，後嗣循業，長承聖治。」

## 紀年、西曆、干支對照表
| 長承 | 元年   | 二年   | 三年   | 四年   |
| 公元 | 1132年 | 1133年 | 1134年 | 1135年 |
| 干支 | 壬子   | 癸丑   | 甲寅   | 乙卯   |